# Майкобулак
Майкобула́к (рос. Майкобулак) — селище у складі Акбулацького району Оренбурзької області, Росія.

## Населення
Населення — 7 осіб (2010; 24 у 2002).
Національний склад (станом на 2002 рік):
- казахи — 100 %